# Danny Sullivan
Daniel John „Danny“ Sullivan (* 9. März 1950 in Louisville) ist ein ehemaliger US-amerikanischer Automobilrennfahrer und Rennstallbesitzer.

## Karriere
Als Danny Sullivan in den 1970er-Jahren ohne Geld nach Europa kam, konnte er nicht ahnen, dass er am Ende seiner Karriere ein vermögender Mann sein würde. Mit viel Enthusiasmus, aber wenig Wissen über die Gepflogenheiten des Motorsports begann Sullivan in kleinen Formeln in Großbritannien mit dem Motorsport – ein mühseliges Unterfangen, wenn einem die Unterstützung durch einen Sponsor fehlt. Nach Jahren mit durchschnittlichem Erfolg kehrte Sullivan Ende 1979 in die USA zurück und stieg dort in die CanAm-Serie ein.
1981 feierte er seinen ersten Sieg in Las Vegas und beendete die Saison als Vierter der Gesamtwertung. Der große Schwung in der Karriere setzte 1982 mit dem ersten Engagement in der CART-Serie ein. Für das Forsythe-Newman-Team debütierte er in Atlanta mit einem starken dritten Platz. Das Forsythe-Team entschied sich dennoch gegen Sullivan, als es um einen Jahresvertrag ging, und gab das Cockpit dem Mexikaner Héctor Rebaque. Sullivan war gezwungen, eine Saison in der CanAm-Serie anzuhängen, und beendete das Jahr als Dritter der Meisterschaft.
1983 öffnete sich die Tür der Formel 1, als ihm Ken Tyrrell ein Auto für eine ganze Formel-1-Saison anbot. Mit dem Tyrrell 011 debütierte er beim Großen Preis von Brasilien mit einem elften Rang. Seine ersten und einzigen WM-Punkte machte er in Monaco, und beim Race of Champions in Brands Hatch lag er im Duell mit Keke Rosberg sogar kurz in Führung. Das Rennen beendete er als Zweiter. Sullivan stand trotz einiger guten Rennen im Schatten seines Teamkollegen Michele Alboreto und bekam keine Vertragsverlängerung.
Zurück in den USA fuhr er wieder CART-Rennen. 1984 gab es schon drei Siege für das Shierson-Team, ehe 1985 der ganz große Erfolg kam. Mit seinem Triumph bei den 500 Meilen von Indianapolis für Penske Racing wurde Sullivan zum hochbezahlten Spitzenfahrer. Mit vier Siegen holte er sich 1988 auch den Gesamtsieg der Serie. Ende der Saison 1993 konnte Sullivan auf 17 Champ-Car-Siege zurückblicken. 
Sullivan war auch ein Touren- und Sportwagenpilot von Weltformat. 1994 hatte er einige Gaststarts für Alfa Romeo in der DTM und wurde gemeinsam mit Thierry Boutsen und Hans-Joachim Stuck im Dauer 962 LM Dritter der Gesamtwertung bei den 24 Stunden von Le Mans. In der NASCAR fuhr er das Brickyard 400 in Indianapolis.
1995 hatte Sullivan beim CART-Rennen in Michigan einen schweren Unfall, der die Karriere praktisch beendete. Sullivan übernahm die Rolle eines TV-Kommentators und gab 1996 in Le Mans ein überraschendes Comeback. Mit seinen Partnern Nelson Piquet und Johnny Cecotto pilotierte er einen McLaren F1 des Bigazzi-Teams auf den achten Gesamtrang. Acht Jahre später war er ein letztes Mal an der Sarthe am Start, als er gemeinsam mit Thomas Biagi und John Bosch einen Ferrari 575GTC steuerte.

## Statistik

### Le-Mans-Ergebnisse
| Jahr | Team                 | Fahrzeug        | Teamkollege     | Teamkollege        | Platzierung | Ausfallgrund |
| ---- | -------------------- | --------------- | --------------- | ------------------ | ----------- | ------------ |
| 1988 | Silk Cut Jaguar      | Jaguar XJR9LM   | Price Cobb      | Davy Jones         | Rang 16     |              |
| 1994 | Joest Racing         | Dauer 962LM GT  | Thierry Boutsen | Hans-Joachim Stuck | Rang 3      |              |
| 1996 | Team Bigazzi SRL     | McLaren F1 GTR  | Johnny Cecotto  | Nelson Piquet      | Rang 8      |              |
| 2004 | Barron Connor Racing | Ferrari 575 GTC | Thomas Biagi    | John Bosch         | Ausfall     | Motorschaden |

### Sebring-Ergebnisse
| Jahr | Team                      | Fahrzeug                  | Teamkollege       | Teamkollege    | Platzierung | Ausfallgrund |
| ---- | ------------------------- | ------------------------- | ----------------- | -------------- | ----------- | ------------ |
| 1979 | Automobiles International | Lancia Stratos            | Anatoly Arutunoff | José Marina    | Ausfall     | Motorschaden |
| 1987 | A. J. Foyt Enterprises    | Porsche 962               | A. J. Foyt        | Hurley Haywood | Ausfall     | Unfall       |
| 1988 | Castrol Jaguar Racing     | Jaguar XJR-9D             | Jan Lammers       | Davy Jones     | Rang 7      |              |
| 1997 | MSI Racing                | Riley & Scott Mk III      | Ross Bentley      | Jeff Jones     | Rang 16     |              |
| 2004 | Barron Connor Racing      | Ferrari 575 Maranello GTC | Thomas Biagi      | John Bosch     | Rang 15     |              |